# U-15 아시아 야구 선수권 대회
U-15 아시아 야구 선수권 대회(BFA U-15 Baseball Championship)는 아시아 야구 연맹이 주관하는 국제 야구 대회로 15세 이하의 청소년이 참가한다. WBSC U-15 야구 월드컵의 아시아 지역 예선을 겸한다.

## 역대 대회
| 연도 | 개최국     |               | 우승          | 준우승    | 3위 |
| ---- | ---------- | ------------- | ------------- | --------- | --- |
| 2000 | 대한민국   | 대한민국      | 중화 타이베이 | 일본      |     |
| 2002 | 대만       | 중화 타이베이 | 대한민국      | 일본      |     |
| 2005 | 일본       | 중화 타이베이 | 일본B         | 대한민국  |     |
| 2006 | 인도네시아 | 중화 타이베이 | 대한민국      | 일본      |     |
| 2008 | 일본       | 일본          | 중화 타이베이 | 일본 자마 |     |
| 2010 | 태국       | 중화 타이베이 | 일본          | 대한민국  |     |
| 2012 | 인도       | 중화 타이베이 | 일본          | 대한민국  |     |
| 2015 | 일본       | 중화 타이베이 | 일본          | 대한민국  |     |
| 2017 | 일본       | 일본          | 중화 타이베이 | 대한민국  |     |
| 2019 | 중국       | 일본          | 중화 타이베이 | 대한민국  |     |
| 2023 | 중국       | 중화 타이베이 | 일본          | 대한민국  |     |

## 메달 집계
| 순위 | 국가          | 금메달 | 은메달 | 동메달 | 합계 |
| ---- | ------------- | ------ | ------ | ------ | ---- |
| 1    | 중화 타이베이 | 7      | 4      | 0      | 11   |
| 2    | 일본          | 3      | 5      | 4      | 12   |
| 3    | 대한민국      | 1      | 2      | 7      | 10   |